# Atesta vittatum
Atesta vittatum är en skalbaggsart som först beskrevs av Blackburn 1892.  Atesta vittatum ingår i släktet Atesta och familjen långhorningar. Inga underarter finns listade.